# Международный финансовый клуб
АО АКБ «Международный финансовый клуб» (МФК) — российский коммерческий банк, основными направлениями деятельности которого являются классическое и инвестиционно-банковское обслуживание крупных корпоративных клиентов, предоставление полного спектра услуг для частных состоятельных клиентов, а также операции на финансовых рынках. Банк входит в систему обязательного страхования вкладов, является ассоциированным членом международной платежной системы VISA International, а также участником Национальной фондовой ассоциации и Московской межбанковской валютной биржи.
Создан в 2000 году в результате реорганизации в форме преобразования Коммерческого банка «АПР-БАНК» основанного в 1993 году и последующего переименования в 2008 году.
Головной офис и юридический адрес находятся в Москве (123317, г. Москва, Пресненская набережная, д. 10). У банка есть Территориальное управление и Сибирский филиал в Красноярске (дата открытия — май 2009 года), операционный офис Сибирского филиала в Иркутске (дата открытия — октябрь 2010 года), филиал в Якутске (дата открытия — май 2012 года), два представительства — в Санкт-Петербурге (дата открытия — май 2010 года) и Новосибирске (дата открытия — декабрь 2010 года).
Фирменные наименования на русском языке — ОТКРЫТОЕ АКЦИОНЕРНОЕ ОБЩЕСТВО АКЦИОНЕРНЫЙ КОММЕРЧЕСКИЙ БАНК «МЕЖДУНАРОДНЫЙ ФИНАНСОВЫЙ КЛУБ» (ОАО АКБ «МЕЖДУНАРОДНЫЙ ФИНАНСОВЫЙ КЛУБ»). Фирменные наименования на английском языке — OPEN JOINT STOCK COMPANY JOINT STOCK COMMERCIAL BANK «INTERNATIONAL FINANCIAL CLUB» (OJSC JSCB «INTERNATIONAL FINANCIAL CLUB»).
23 февраля 2024 года банк был включён в санкционные списки США.

## Собственники
Учредителями банка выступили компании из группы российских рекламных и информационных агентств «АПР-Групп» (APR-Group, Advertising and Public Relations Group).
С декабря 1998 года по апрель 2005 года крупнейшим акционером банка было ОАО «ВО „Авиаэкспорт“», владевшее 70 % акций.
По данным на апрель 2005 года крупнейшим акционером банка являлся Сергей Стоклицкий.
С марта 2010 года уставный капитал Банка сформирован в сумме 2 770 795 000 рублей и разделён на 555 959 обыкновенных акций номинальной стоимостью 5000 рублей каждая и его акционерами являлись:
- Михаил Прохоров — 27,74 %.
- Александр Абрамов — 19,71 %.
- Виктор Вексельберг — 19,71 %.
- Екатерина Игнатова — 13,14 %.
- Сулейман Керимов — 19,71 %.

В ноябре 2012 года в состав акционеров ОАО АКБ «Международный финансовый клуб» вошла компания ОНЭКСИМ ХОЛДИНГЗ ЛИМИТЕД (действуя в интересах Группы ОНЭКСИМ), одновременно из состава акционеров вышел Сулейман Керимов
В апрелю 2018 года после включения Виктора Вексельберга властями США в санкционный «Кремлёвский список» с сайта российского ЦБ полностью исчезла информация об акционерах банка (вместо информации о которой сайт банка выдаёт «ошибку 404»). К этому моменту данный предприниматель через кипрскую компанию Winterlux Limited владел 39,4 % акций российского банка.

## Руководство
По данным на апрель 2005 года председателем Правления банка являлся Сергей Стоклицкий с долей в 19,4 % акций.
По данным на 2009 год Председателем Совета директоров банка являлся Дмитрий Разумов — Генеральный директор ООО «Группа ОНЭКСИМ».
По данным на декабрь 2010 года:
- Совет директоров возглавлял Михаил Прохоров и его членами также являлись: Александр Попов (председатель Правления АКБ «Международный финансовый клуб»), Александр Абрамов (президент ООО «ЕвразИнвест»), Сергей Кузьмин (председатель Совета директоров инвестиционной компании «Инвест АГ»), Виктор Вексельберг (Председатель Наблюдательного комитета группы компаний «Ренова»), Дмитрий Слободник (советник директора по инвестициям компании Re. A. M. Management Limited (Cyprus)), Екатерина Игнатова (акционер АКБ «Международный финансовый клуб»), Сергей Чемезов (генеральный директор ГК «Ростехнологии»), Александр Мосионжик (председатель Совета директоров «Нафта-Москва»), Анна Колончина (управляющий директор «Нафта-Москва»)[17].
- Правление банка возглавлял Александр Попов и его также членами являлись: Оксана Лифар (первый заместитель председателя Правления), Андрей Серебряков (первый заместитель председателя Правления), Александр Загренчук (заместитель председателя Правления), Елена Красавцева (заместитель председателя Правления), Александр Ферафонов (заместитель председателя Правления), Олеся Фирсик (заместитель председателя Правления), Вячеслав Шабайкин (заместитель председателя Правления — директор Территориального управления)[18].
- Главным бухгалтером была Светлана Шаповаленко[18].

30 декабря 2010 года истекали полномочия Михаила Прохорова в качестве Председателя Совета директоров. Акционеры, обсудив этот вопрос, решили выбрать в качестве председателя акционера, следующего за Прохоровым в алфавитном порядке, им стал акционер Evraz Group Александр Абрамов.

## История
Банк был создан в форме общества с ограниченной ответственностью с фирменным наименованием Коммерческий банк «АПР-БАНК» в 1993 году, его учредителями выступили компании из группы российских рекламных и информационных агентств «АПР-Групп» (APR-Group, Advertising and Public Relations Group).
В декабре 1998 года основным пайщиком банка стал российский экспортер авиатехники гражданского назначения ОАО «Внешнеэкономическое Объединение „Авиаэкспорт“».
3 апреля 2000 года участники приняли решение о реорганизации в форме преобразования банка в открытое акционерное общество с наименованиями «Коммерческий банк „АПР-БАНК“» («АПР-БАНК» ОАО).
До апреля 2005 года ОАО «ВО „Авиаэкспорт“» владело 70 % акций, а после выхода из состава акционеров сохранило с банком отношения стратегического партнёрства.
С апреля 2005 года АПР-Банк не имел доминирующего собственника, его акционерный капитал был формально распылён между группой российских юридических и физических лиц (доля крупнейшего акционера — председателя Правления Сергея Стоклицкого — составляла 19,4 %).
В сентябре 2008 года группа ОНЭКСИМ Михаила Прохорова объявила о покупке 100 % акций банка.
В марте 2009 года единственный акционер переименовал банк в ОАО АКБ «Международный Финансовый Клуб».
В результате допэмиссии в марте 2010 года в число совладельцев банка МФК вошли совладелец Evraz Group Александр Абрамов — 19,71 %, владелец группы «Ренова» и совладелец Русала Виктор Вексельберг −19,71 %, владелец Нафта-Москва Сулейман Керимов — 19,71 %, и супруга главы ГК «Ростехнологии» Сергея Чемезова Екатерина Игнатова — 13,14 %. Таким образом, во владении Прохорова осталось 27,74 %.
В сентябре 2010 года рейтинговое агентство «Эксперт РА» присвоило ОАО «АКБ „Международный Финансовый Клуб“» («МФК») рейтинг кредитоспособности на уровне «А» — «высокий уровень кредитоспособности».

## Деятельность

### Структура
По данным на январь 2011 года банк имел следующие обособленные подразделения:
- Сибирский филиал (Красноярск).
- Территориальное управление — представительство в Красноярске.
- Филиал в Якутске.
- Операционный офис в Иркутске.
- Представительство в Санкт-Петербурге.
- Представительство в Новосибирске.

### Финансовые показатели
Согласно аудированной отчётности у банка были следующие финансовые показатели (в тыс. руб):
| Года | Активы/Пассивы | Обязательства | Собственные средства | Прибыль за год | Итого доход за год |
| ---- | -------------- | ------------- | -------------------- | -------------- | ------------------ |
| 2007 | 5 567 881      | 4 772 030     | 795 851              |                |                    |
| 2008 | 4 112 349      | 3 189 684     | 922 665              | 152 396        | 126 814            |
| 2009 | 12 696 326     | 11 741 785    | 954 541              | -313 264       | -268 124           |

### Рейтинги
В сентябре 2010 года рейтинговое агентство «Эксперт РА» присвоило ОАО «АКБ „Международный Финансовый Клуб“» («МФК») рейтинг кредитоспособности на уровне «А» — «высокий уровень кредитоспособности». В августе 2012 года рейтинговое агентство «Эксперт РА» повысило рейтинг Банка МФК до уровня А+ «Очень высокий уровень кредитоспособности», прогноз стабильный.

### Хозяйственная деятельность
В 2010 году МФК занимался реструктуризацией проблемных активов. Банк выступал агентом по реструктуризации долговой нагрузки Миракс Групп, «Седьмого континента», занимался продажей ретейлера «Топ-книга», проявлял интерес к санации Межпромбанка. В том же году банк планировал реструктурировать долги компании Капитал Тур, однако кредиторы не поддержали предложение банка.

### Клиенты
Согласно годовому отчёту за 2009 год среди клиентов банка были ТГК-4 и Благотворительный фонд Александра Хлопонина.

## Интересные факты
Создатель МФК в текущем его виде считает банк своего рода «клубом»:

Это репутационная вещь. Мы объединили свои усилия на не самом приоритетном для каждого из нас направлении. Но важно, что мы сделали клуб, где мы обсуждаем много вопросов помимо самого банка. В МФК такое общение — самое главное. Люди тратят своё личное время на встречи, мы обсуждаем банковские дела, а потом много всего интересного, что происходит вокруг. Во время таких встреч возникает много новых интересных идей для бизнеса. Стараюсь либо совместно с партнерами по МФК, либо индивидуально их реализовывать.